# Walenty Matylla
Walenty Matylla (ur. 19 stycznia 1892 w Poznaniu, zm. 6 stycznia 1940 tamże) – major piechoty Wojska Polskiego, kawaler Orderu Virtuti Militari.

## Życiorys
Urodził się w Poznaniu, w rodzinie Ignacego i Antoniny z Graczyków.
Służył w stopniu kapitana w 2 Komp. karab. masz. 55 Pułku Piechoty w Lesznie. 18 lutego 1928 został mianowany majorem ze starszeństwem z 1 stycznia 1928 i 42. lokatą w korpusie oficerów piechoty, a w kwietniu tego roku wyznaczony na stanowisko oficera sztabowego pułku. W lipcu 1929 został przeniesiony do 54 Pułku Piechoty Strzelców Kresowych w Tarnopolu na stanowisko kwatermistrza. W październiku 1931 został przesunięty na stanowisko dowódcy batalionu. W czerwcu 1933 został przeniesiony do 71 Pułku Piechoty w Zambrowie na stanowisko dowódcy batalionu. W lipcu 1935 został zwolniony z zajmowanego stanowiska i oddany do dyspozycji dowódcy Okręgu Korpusu Nr I, a później przeniesiony w stan spoczynku.
Do wybuchu II wojny światowej był redaktorem wychodzącego w Poznaniu „Głosu Powstańca Wielkopolskiego” - organu Związku Powstańców Wielkopolskich - niezależnego tygodnika chrześcijańskiego i narodowego.
6 stycznia 1940 został rozstrzelany w Forcie VII w Poznaniu .

## Ordery i odznaczenia
- Krzyż Srebrny Orderu Wojskowego Virtuti Militari nr 2778[2][14]
- Krzyż Walecznych (trzykrotnie)[15]
- Medal Niepodległości (19 grudnia 1933)[16]